# Anaxeton
- Commons
- Wikispecies

Anaxeton Gaertn. é um género botânico pertencente à família Asteraceae.

## Espécies
- Anaxeton angustifolium
- Anaxeton arborescens
- Anaxeton arboreum
- Anaxeton asperum
- Anaxeton brevipes
- «Lista completa»